# Heleen Pimentel
Helena Querido-Henriquez Pimentel (Amsterdam, 15 januari 1916 - Leiden, 5 augustus 2008), bekend als Heleen Pimentel, was een Nederlandse actrice.
Pimentel begon haar loopbaan bij Het Spiegeltje, een gezelschap onder leiding van Ko van Dijk sr. Ze was te zien in het theater en op televisie. Haar enige filmrol speelde ze in Vadertje Langbeen naast Lily Bouwmeester. Voor haar rol in Ondine werd ze in 1952 uitgeroepen tot 'actrice van het jaar'. Ze speelde Thérèse van der Staff-Dercksz in de TVserie Van oude mensen, de dingen die voorbijgaan (1975), naar de roman van Louis Couperus.
In 1978 nam ze afscheid van het theater en speelde ze - naar ze toen dacht - haar laatste rol in een toneelstuk onder regie van Eric Schneider. Schneider, evenwel, vroeg haar in 2002 voor de rol van Nini, in Gloed naar het boek van Sándor Márai. Op 86-jarige leeftijd keerde Pimentel terug op de planken. 
Pimentel leende ook haar stem aan Grootje, een personage in de Disney-film Frank en Frey. 
Pimentel was in 1940 gehuwd met de arts en hoogleraar Andries Querido (1912-2001), de grondlegger (1966) van de Faculteit der Geneeskunde en Gezondheidswetenschappen van de Erasmus Universiteit in Rotterdam. In 1943 werd het gezin Querido opgepakt en kwam terecht, via Barneveld en kamp Westerbork, in het concentratiekamp Theresienstadt, maar overleefde de oorlog. 
Heleen Pimentel overleed in 2008 op 92-jarige leeftijd na een kort ziekbed.

## Hoorspelen (enkel de hoorspelen die nu nog te beluisteren zijn)
- De wonderparaplu (Kálmán Mikszáth - Kommer Kleijn, 1938) - [rol niet gespecificeerd]
- Die en die is er nog… (Meyer Sluyser - S. de Vries jr., 1952) - [rol niet gespecificeerd]
- Droom van huid en hart (Piet Heil - Gabri de Wagt, 1961) - [rol niet gespecifieerd]
- Het meisje en de soldaten (Gino Pugnetti - S. de Vries jr., 1956) - Lidia
- Op vleugelen van de adelaar (Jan de Troye & S. de Vries jr. - S. de Vries jr., 1958) - [rol niet gespecifieerd]
- Ravijn (Carl Lans - Wim Paauw, 1958) - Lucia
- Rebecca (Daphne du Maurier - Dick van Putten, 1963) - mevrouw de Winter
- Requiem voor Theresienstadt (Josef Bor - Wim Paauw, 1966) - Maroesjka
- Voordat ik het vergeet (Meyer Sluyser - S. de Vries jr., 1957) - [rol niet gespecifieerd]